# Trophonopsis cepulus
Trophonopsis cepulus är en snäckart som först beskrevs av Sowerby 1880.  Trophonopsis cepulus ingår i släktet Trophonopsis och familjen purpursnäckor. Inga underarter finns listade i Catalogue of Life.